# Parrocchia di Saint Mary (Giamaica)
La parrocchia di Saint Mary (in lingua inglese Saint Mary Parish) è una delle quattordici parrocchie civili della Giamaica, è situata nella parte nord-orientale dell'isola e fa parte della contea di Middlesex con 144 591 abitanti (dato 2009).
Il capoluogo è la città di Port Maria ed è situata sulla costa. In questa parrocchia sono nati alcuni dei più famosi artisti reggae come Capleton, Lady Saw, Ninja Man, Sizzla e Tanya Stephens.

## Storia
In questa parrocchia sono presenti tracce delle civiltà precolombiane dei Taino e degli Arawak. Saint Mary è anche stata una delle prime parti dell'isola ad essere occupata dagli spagnoli. Puerto Santa Maria, successivamente conosciuta come Port Maria, è stata la seconda città costruita sull'isola proprio dagli spagnoli. Nel 1655, dopo la conquista della Giamaica da parte della Gran Bretagna la zona attorno alla costa settentrionale cambiò nome, da Santa Maria all'attuale Saint Mary, così come la capitale, che da Puerto Santa Maria divenne Port Maria.
Nella parrocchia ci sono segni di un forte movimento di resistenza alla schiavitù. La ribellione del 1760 e dall'esistenza di numerose tribù di Maroon dimostrano la battaglia per la libertà che compiuta dai popoli di questa zona. La sua attuale dimensione è stata decisa nel 1867, quando la parrocchia di Metcalfe venne fusa con quella di Saint Mary.

## Geografia fisica
La parrocchia di Saint Mary è situata a 18°09' di latitudine nord e 77°03' di longitudine ovest. Confina con la Parrocchia di Portland a est, con quella di Saint Ann a ovest e con le parrocchie di Saint Catherine e Saint Andrew a sud. L'area coperta dalla parrocchia è di 610 chilometri quadrati, ed è come dimensione la quinta parrocchia della Giamaica. Il terreno è prevalentemente montagnoso, anche se non esistono cime di rilevante importanza.
Oltre al capoluogo Port Maria, i centri maggiori sono Highgate, Oracabessa, Richmond e Annotto Bay.

## Economia
La parrocchia di Saint Mary ha una buona varietà di prodotti agricoli. Sicuramente le coltivazioni più importanti sono quelle di banane, canna da zucchero, agrumi, pimento, cacao, noci di cocco e caffè. In alcune zone si pratica anche la pastorizia. Negli ultimi anni l'agricoltura ha subito una fase di declino, in parte da attribuire alla difficoltà di esportazione della Giamaica intera.
Per molti anni la parrocchia è stata considerata una tra le più povere dell'isola, nonostante il grande potenziale di sviluppo. Vanta una delle migliori scuole superiori della nazione, la St. Mary High, da cui sono uscite persone che hanno occupato posizioni di rilievo sia in patria che all'estero.
Il turismo è uno dei settori che influenzano di meno l'economia della parrocchia.